# 404 př. n. l.

## Události
- Končí peloponéská válka

## Úmrtí
- jaro – Dareios II., perský král

## Hlava státu
- Perská říše – Dareios II. (423 – 404 př. n. l.) » Artaxerxés II. (404 – 359 př. n. l.)
- Egypt – Dareios II. (423 – 404 př. n. l.) » Amenardis (404 – 398 př. n. l.)
- Bosporská říše – Satyrus (433 – 389 př. n. l.)
- Sparta – Pausaniás (409 – 395 př. n. l.) a Ágis II. (427 – 399 př. n. l.)
- Athény – Alexias (405 – 404 př. n. l.) » Pythodorus (404 – 403 př. n. l.)
- Makedonie – Archeláos (413 – 399 př. n. l.)
- Epirus – Tharrhypas (430 – 392 př. n. l.)
- Odryská Thrácie – Amadocus I. (408 – 389 př. n. l.) a Seuthes II. (405 – 387 př. n. l.)
- Římská republika – tribunové C. Valerius Potitus Volusus, Cn. Cornelius Cossus, M. Sergius Fidenas, K. Fabius Ambustus, P. Cornelius Maluginensis a Sp. Nautius Rutilus (404 př. n. l.)
- Syrakusy – Dionysius I. (405 – 367 př. n. l.)
- Kartágo – Himilco II. (406 – 396 př. n. l.)